# U1.27

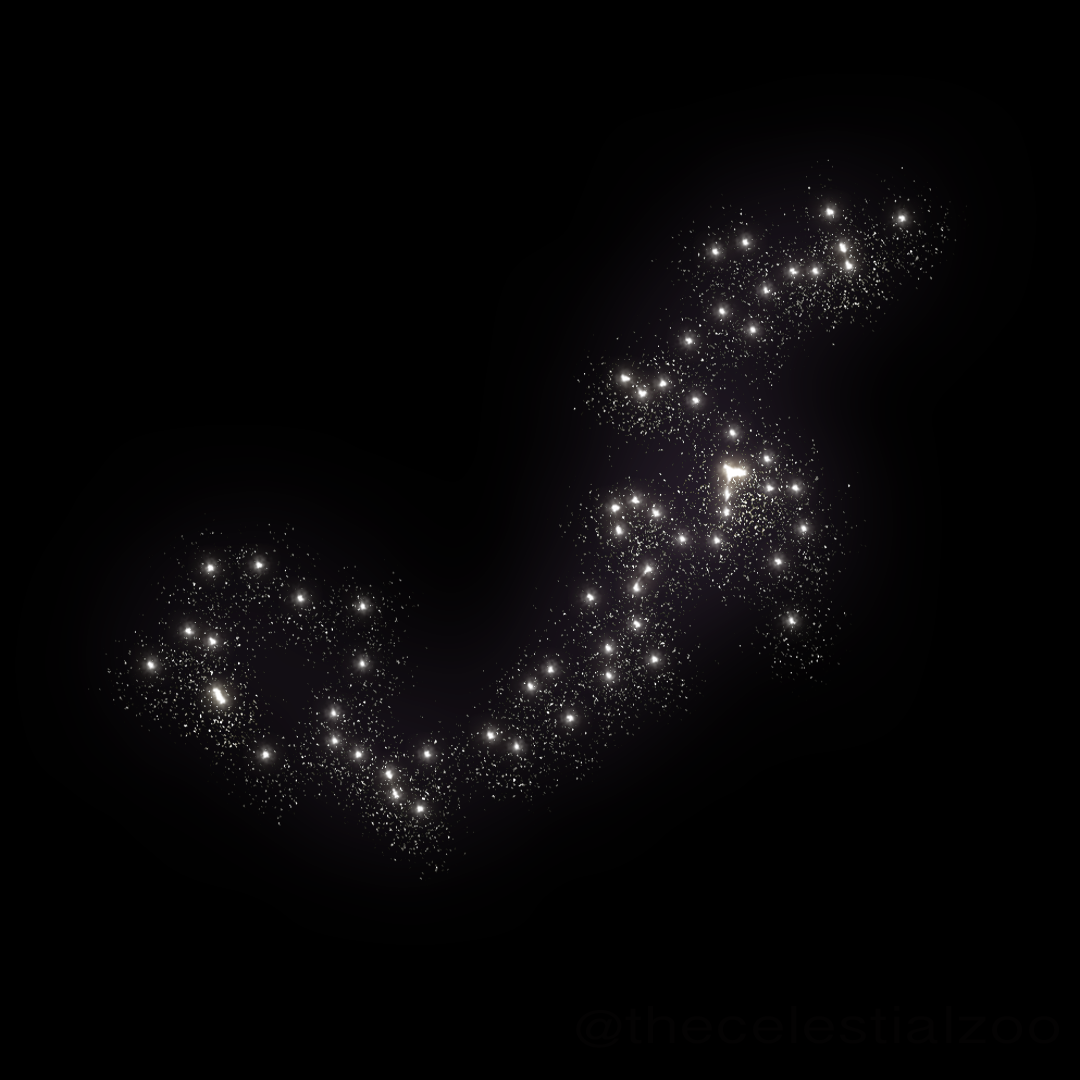
Grafische Darstellung der 73 Quasare in U1.27.

U1.27 (auch Huge Large Quasar Group, kurz: Huge-LQG) ist eine kosmische Superstruktur aus 73 Quasaren im Sternbild Löwe. Die Bezeichnung leitet sich von ihrer mittleren Rotverschiebung von z = 1,27 ab; U ist die Abkürzung für englisch Unit.
Huge-LQG wurde im November 2012 im Katalog DR7QSO des Sloan Digital Sky Survey gefunden.

## Größe
Huge-LQG hat eine maximale Ausdehnung von etwa 4 Milliarden Lichtjahren (1200 Mpc) und einen mittleren Durchmesser von 1,5 Milliarden Lichtjahren (500 Mpc). 
Größenordnungsmäßig umspannt sie mehr als tausend Mal die Distanz zwischen Milchstraße und Andromedagalaxie.
Die Struktur ist mit über 3 Trillionen Sonnenmassen {\displaystyle (3{,}4\cdot 10^{18}M_{\odot })} extrem massereich und ist etwa  18 Millionen Mal schwerer als die Milchstraße.
Huge-LQG ist etwa dreimal größer als die Sloan Great Wall. Bis zur Entdeckung der Hercules–Corona Borealis Great Wall galt sie als die größte und massereichste bekannte Struktur im Universum.

## Skalenproblem
Es ist nicht vollständig geklärt, inwieweit die Struktur tatsächlich gravitativ zusammenhängend ist. Möglich wäre, dass nicht zusammenhängende Bereiche lediglich zufällig die gleiche Rotverschiebung aufweisen. Ob eine solche Superstruktur noch mit dem kosmologischen Prinzip vereinbar wäre, ist umstritten.